# Nesiotoniscus racovitzai
Nesiotoniscus racovitzai är en kräftdjursart som beskrevs av Albert Vandel1955. Nesiotoniscus racovitzai ingår i släktet Nesiotoniscus och familjen Trichoniscidae. Inga underarter finns listade i Catalogue of Life.